# Maxime Vandermeulen
Maxime Vandermeulen (11 april 1996) is een Belgisch voetballer die als doelman voor Francs Borains speelt.

## Carrière
Vandermeulen debuteerde op 20 december 2014 als basisspeler voor Sporting Charleroi in de thuiswedstrijd in de Jupiler Pro League tegen Lierse SK (6-0). In de terugronde van het seizoen 2014/15 werd hij verhuurd aan tweedeklasser R. White Star Bruxelles. Die club nam hem in de zomer van 2015 over, maar Vandermeulen kon de ongenaankbare Mike Vanhamel niet uit doel spelen. Na het faillissement van White Star in 2016 trok hij naar RES Couvin-Mariembourg, toen uitkomend in de Tweede klasse amateurs.